# Директория по реабилитации (Армия Шри-Ланки)
Директория по реабилитации армии Шри-Ланки это административное подразделение армии Шри-Ланки, созданное в 1988 году для реабилитации ветеранов, количество которых в ходе гражданской войны к этому времени составляло уже значительную цифру. Штаб-квартира директории находится в муниципалитете Рагама в Западной провинции.

## Ранавиру Севана
Ранавиру Севана, в переводе на русский: "Приют для героев войны", является главным учреждение Дирекции по реабилитации. Ещё тринадцать других учреждений расположенных по всей стране работают под одному принципу. Ранавиру Севана создан для заботы о молодых мужчинах и женщинах, которые навсегда останутся инвалидами из-за травм полученных на войне. Большинство жителей приюта - это люди с ампутированными конечностями, одной или несколькими, в основном ниже колена. В 2010 году было около 200 пациентов получающих лечение на длительной основе.
Управление проводит в жизнь несколько проектов по восстановлению этих раненых и инвалидов. Они проходят подготовку для восстановления способности к подходящей работе. Например, тех, кто может сидеть и работать руками, учат на клерков и предоставляют место работы. Перед тем как отпустить приют солдаты получают необходимое медицинское оборудование, такое как ортопедические протезы и другое, в случае необходимости оказывается помощь.

### Полковая поддержка
Есть девять RHQ батальонов, которые включены в состав полков. Директория осуществляет техническую поддержку посредством Реабилитационной команды. Солдаты этих батальонов имеют разную степень инвалидности. Реабилитационная команда посещает их и обеспечивает им поддержку.

### Поддержка общин
Реабилитационная команда посещает деревни Ранавиру армии Шри-Ланки и проводит реабилитационные мероприятия, включая медицинское обследование. В настоящее время 13 деревень находятся под наблюдением директории.